# Calamara Donna
Calamara Donna, född 27 maj 2005 i Uppsala i Uppsala län, är en svensk varmblodig travhäst. Hon tränades av Roger Walmann och kördes av Örjan Kihlström.
Calamara Donna tävlade åren 2008–2013 och sprang in 5,5 miljoner kronor på 87 starter varav 14 segrar. Bland hennes främsta meriter räknas segrarna i Stochampionatet (2009), Derbystoet (2009), Hamburg Cup (2011), andraplatserna i Drottning Silvias Pokal (2009), Svenskt Trav-Oaks (2009) och tredjeplatserna i långa E3 (2008), Breeders' Crown (2008).
Efter tävlingskarriären har hon varit avelssto. Hon fick sin första avkomma, dottern Calamara's Girl (med Raja Mirchi), i mars 2014. Calamara's Girl vann bland annat korta E3-finalen för ston 2017.